# Club Deportivo Municipal Limeño
Il Club Deportivo Municipal Limeño è una società di calcio salvadoregna, con sede a Santa Rosa de Lima.

## Storia
La squadra venne fondata l'11 settembre 1949. I migliori piazzamenti ottenuti dalla società sono stati tre secondi posti nel massimo campionato salvadoregno, nell'Apertura 1999, nell'Apertura 2000 e nel Clausura 2023-2024.

## Palmarès

### Altri piazzamenti
- Campionato salvadoregno:

Secondo posto: Apertura 1999, Apertura 2000, Clausura 2024